# Dalkomhan na-ui dosi
Dalkomhan na-ui dosi (hangeul: 달콤한 나의 도시, lett. La mia dolce città; titolo internazionale My Sweet Seoul) è una serie televisiva sudcoreana trasmessa su SBS dal 6 giugno al 1 agosto 2008, e tratta dall'omonimo romanzo.

## Trama
Oh Eun-soo ha trentun anni, ma non ha una vita felice: sul lavoro è criticata dal suo capo e sminuita da una nuova collega più in gamba, la sua migliore amica Jae-in si sposerà e così anche il suo ex fidanzato, che aveva sempre sostenuto che il matrimonio fosse una strada senza fondo. Proprio quando Eun-soo si ritrova ad avere bisogno di un po' d'affetto, tre uomini si fanno avanti con intenti romantici: Yoon Tae-oh, un uomo più giovane conosciuto in un bar con il quale passa una notte, Kim Young-soo, presentatole dal suo capo, e Nam Yoo-joon, un amico con il quale ha una relazione platonica che all'improvviso le chiede di sposarlo. Destreggiandosi tra le numerose vie del corteggiamento, la donna deve trovare tra loro l'uomo giusto con cui passare la vita, ma non è facile, soprattutto perché ognuno ha il proprio fascino e i propri difetti.

## Personaggi
- Oh Eun-soo, interpretata da Choi Kang-hee
- Kim Young-soo, interpretato da Lee Sun-kyun
- Yoon Tae-oh, interpretato da Ji Hyun-woo
- Nam Yoo-hee, interpretata da Moon Jeong-hee e Hyun Won-hee (da bambina)
- Han Jae-in, interpretata da Jin Jae-young
- Nam Yoo-joon, interpretato da Kim Young-jae
- Huh Chan-seok, interpretato da Yoon Hee-seok
- Padre di Eun-soo, interpretato da Lee Ho-jae
- Madre di Eun-soo, interpretata da Kim Hye-ok
- Fidanzato della madre di Eun-soo, interpretato da Lee Jung-gil
- Fratello di Eun-soo, interpretato da Hong Sung-bo
- Cognata di Eun-soo, interpretata da Jang Yoo-kyung
- Fotografo Yoon, interpretato da Im Hyung-kook
- Direttore Ahn, interpretato da Lee Han-wi
- Signorina Jang, interpretata da Oh Na-ra
- Signor Hwang, interpretato da Min Bok-gi
- Kim Myung-jin, interpretato da Jung Bo-hoon

## Ascolti
| Episodio | Data di trasmissione | Dati TNMS           | Dati TNMS                  |
| Episodio | Data di trasmissione | A livello nazionale | Area metropolitana di Seul |
| -------- | -------------------- | ------------------- | -------------------------- |
| 1        | 6 giugno 2008        | 9,1%                | 9,9%                       |
| 2        | 6 giugno 2008        | 10,2%               | 10,7%                      |
| 3        | 13 giugno 2008       | 8,6%                | 9,5%                       |
| 4        | 13 giugno 2008       | 9,8%                | 11,1%                      |
| 5        | 20 giugno 2008       | 8,2%                | 9,1%                       |
| 6        | 20 giugno 2008       | 9,9%                | 11,2%                      |
| 7        | 27 giugno 2008       | 9,1%                | 10,0%                      |
| 8        | 4 luglio 2008        | 8,0%                | 8,0%                       |
| 9        | 4 luglio 2008        | 8,7%                | 9,1%                       |
| 10       | 11 luglio 2008       | 7,9%                | 8,8%                       |
| 11       | 11 luglio 2008       | 9,7%                | 10,2%                      |
| 12       | 18 luglio 2008       | 8,6%                | 9,8%                       |
| 13       | 18 luglio 2008       | 9,3%                | 10,2%                      |
| 14       | 25 luglio 2008       | 9,1%                | 10,1%                      |
| 15       | 1 agosto 2008        | 7,5%                | 8,1%                       |
| 16       | 1 agosto 2008        | 10,7%               | 11,3%                      |
| Media    | Media                | 9,0%                | 9,9%                       |

## Colonna sonora
1. My Sweet City (달콤한 나의 도시) – 8Eight
2. 순애보 – Chae Dong-ha degli SG Wannabe
3. Moonlight (문라이트) – Lee Ji-hyung
4. Maze (미로) – Miro
5. Story – L
6. 후 (後) – Beige
7. 사랑이란 (달콤한 나의 이야기) – Hae Na
8. White Island
9. On the Pink Terrace
10. Orange Tea
11. Green Cat
12. Tears of the Silvery Sky
13. Cappuccino, Mocha, & Cafe Latte
14. Purple Forest
15. Smile of the Lemon Fish
16. Red Bicycle Singing
17. Yellow Pencil and Black Note
18. Ivory Flower Shoes
19. An Old and Blue Piano
20. Riot of Sweet Potatoes
21. Minty Picnic

## Riconoscimenti
| Anno | Premio           | Categoria                                          | Ricevente     | Risultato       |
| ---- | ---------------- | -------------------------------------------------- | ------------- | --------------- |
| 2008 | SBS Drama Awards | Premio all'eccellenza, attore in un drama seriale  | Ji Hyun-woo   | Candidato/a     |
| 2008 | SBS Drama Awards | Premio all'eccellenza, attore in un drama seriale  | Lee Sun-kyun  | Candidato/a     |
| 2008 | SBS Drama Awards | Premio all'eccellenza, attrice in un drama seriale | Choi Kang-hee | Vincitore/trice |
| 2008 | SBS Drama Awards | Miglior attrice di supporto in un drama speciale   | Moon Jung-hee | Candidato/a     |
| 2008 | SBS Drama Awards | Premio dei produttori                              | Moon Jung-hee | Vincitore/trice |
| 2008 | SBS Drama Awards | Premio nuova stella                                | Ji Hyun-woo   | Candidato/a     |

## Distribuzioni internazionali
| Paese    | Canale/i | Prima TV               | Titolo adottato                          |
| -------- | -------- | ---------------------- | ---------------------------------------- |
| Taiwan   | CTi      | 5 aprile-5 maggio 2011 | 我的甜蜜情人 (Il mio dolce amante)       |
| Giappone |          |                        | マイスウィートソウル (La mia dolce Seul) |